# Jan Waldenström
Jan Gösta Waldenström (17 de abril de 1906 — 1 de dezembro de 1996) foi um médico sueco, especialista em clínica médica, que primeiro descreveu a doença que leva seu nome, a macroglobulinemia de Waldenström.

## Publicações
- J. Waldenström: Studien über Porphyrie, Dissertation. Acta Medica Scandinavica, Stockholm, 1937; supplement 82: 1-254.
- J. Waldenström: "The porphyrias as inborn errors of metabolism",  The American Journal of Medicine, 1957, 22: 758-773.
- Jan G. Waldenström, Reflections and Recollections from a Long Life with Medicine, Rome, Ferrata Storti Foundation Publication, 1994. ISBN 88-7002-654-X.
- Waldenström J, Ljungberg E: Studies on the functional circulatory influence from metastasizing carcinoid (argentaffine, enterochromaffine) tumours and their possible relationship to enteramine production. Acta Med Scand 152:293, 1955